# 真・女神転生
『真・女神転生』（しん・めがみてんせい）は、日本のゲーム会社であるアトラス開発のスーパーファミコン用ゲームソフト。同社が手掛ける「女神転生シリーズ」の派生作品として、1992年10月30日に発売された。
ゲーム誌『ファミコン通信』の「クロスレビュー」にて、スーパーファミコン版はプラチナ殿堂、後年に移植したPlayStation版はシルバー殿堂を獲得。

## 概要
本作品の開発元であるアトラスが手掛ける「女神転生シリーズ」から派生した「真・女神転生シリーズ」の第1作目。前2部作『デジタル・デビル物語 女神転生』・『デジタル・デビル物語 女神転生II』と同様に同社が開発したものの、同シリーズとしては、初の自社販売となった（後述「#開発」参照）。
現代の都市を舞台にした設定や、仲間との思想的な決別など、ハードな作風とシナリオは多くのユーザーの支持を得たことで、後年にはアトラスの看板タイトルとしてシリーズ化された。
舞台は199X年の東京で、ゲーム発売当時の1992年における近未来という設定。吉祥寺のアーケード街や病院、エコービル（後の京王吉祥寺駅ビル）といった1990年代の現代日本をモデルにしており、西洋ファンタジー風の架空世界が主流を占めていた当時のRPG市場の中においては珍しいもので、女神転生シリーズとしては初のイラスト集が発売されるなどの人気を獲得する。
ゲームシステムは、悪魔を会話で仲魔にしたり、それらの悪魔を合体させたりといったファミリーコンピュータ版『女神転生』のものを継承しつつ、さらに発展させている。前作では仲魔にできなかった「魔王」や「邪神」といった「EVIL」属性の悪魔が、本作品では条件つきで仲魔に迎えられるようになった。

## あらすじ
199X年10月、東京・吉祥寺。
ある日、主人公は何かを暗示するかのような不思議な夢を見る。磔にされた少年、悪魔に虐げられた少年、妖艶な女、生贄に捧げられようとしている少女。目を覚ますと、STEVENと名乗る人物からパソコン通信でメッセージが届いていた。悪魔が目覚め、人間を襲い始めるといったオカルトめいた内容と共に、「悪魔召喚プログラム」なるものが送信されてくる。母親にお使いを頼まれて主人公は外出するが、昨晩のうちに井の頭公園で女子高生が殺されたらしく、各所に非常線が張られ、街は騒然としていた。
やがて東京には悪魔が出没し始める。夢で見た二人の少年と現実で再会した主人公は、いつしか人類の行く末に関わる神と悪魔の壮大な戦いに巻き込まれていく。

## 登場キャラクター

### メインキャラクター
ヒーロー
声 - 緑川光（メガCD版）
本作の主人公。幼い頃に父親を亡くし、吉祥寺で母と2人で暮らしている普通の少年。愛犬パスカルを飼っている。
コンピューターが趣味で、DDS-NETというパソコン通信を通じてスティーブンから悪魔召喚プログラムを手に入れることになる。
イラストでは背中に剣を背負い、緑の服にプロテクターをつけている。腕にはハンドヘルドコンピュータを装着しており、これに悪魔召喚プログラムをインストールしたことで、悪魔を召喚し、使役する力を使えるようになる。
メガCD版のエンディングのナレーションでの一人称はロウルートが「私」、カオスルートが「俺」、ニュートラルルートでは「僕」となっているなどの差異がある。
ヒロイン
主人公の夢に登場する、主人公の幼なじみと同じ名前である謎の少女。主人公とは深い因縁で結ばれている。
ゴトウに対抗するレジスタンスグループのリーダーを務めている。そのため、彼に逆らった罪で東京都庁にて公開処刑されることになるが、直前で主人公に助けられ行動を共にするようになる。
その後、東京をICBMが直撃した際に主人公たちを転移魔法で助け、自らは爆発に巻き込まれて死亡するものの、数十年後に転生して、前世同様の成長から渋谷のメシアと呼ばれるようになっていた。悪魔（アルケニー）によって精神を乗っ取られようとしていたところを主人公とロウヒーローに救出され、再び共に行動するようになる。なお、本人曰く主人公のこと以外、前世のことは全て忘れているらしい。
ロウヒーロー
主人公の幼なじみと交際している、心優しく思いやりのある長髪の少年。
夢の中で神への贄として磔にされていたところに出会い、現実世界で再会して行動を共にする。両親は音楽家で女子からの人気は高く、マエストロを目指していた。イラストでは赤いジャンパーを着用している。
中盤のとある出来事で、主人公とヒロインを庇った後に命を落とし、霊体となって主人公に人々を助けてほしいと願いを託したが、後に神の手によってメシア教の司祭として蘇り、以降は外見も聖者のような姿となった。ロウルート以外では主人公と対立することになり、戦いに敗れた後、自分が神の生贄に過ぎなかったことを悟りながら息絶える。一方、ロウルートではカオスヒーローに殺害されてしまうため、いずれにせよ、かつての友の手にかかって死ぬことになる。
画面から確認できないが、復活後の姿を描いた公式イラストには帽子の下のスキンヘッドに「No.ZERO」の刻印があることがわかり、『真・女神転生II』への伏線ともなっている。
カオスヒーロー
誰にも負けない絶対的な力を求める、短髪にメガネの少年。夢の中では悪魔に虐げられており、その後吉祥寺のアーケード街でオザワ率いるチーマーの一味に痛めつけられていたところで再会する。
母親とは幼い頃に死別し、酒浸りで酒乱の父親に虐待されながら育てられたため、コミュニケーションが苦手で協調性がない。また、困難の壁に突き当たってしまうと楽な道に逃げようとする傾向がある。一方で、自分を仲間と認めてくれた主人公に対しては心を開いている。イラストではメガネをかけ、迷彩柄のロングコートを着用している。オザワに対抗するため、より大きな力を求めた結果、悪魔と合体することを選び、それ以降は武者のような姿となる。後にりえ（ゆりこ）がパートナーになる。
カオスルート以外では終盤に主人公と戦い死亡する。カオスルートの終盤では主人公の持つデビルリングを奪ってミカエルの部屋の扉を開けるが、強すぎる力に耐えきれず、体が膨れ上がって死亡する。

### サブキャラクター
ゆりこ（百合子） / りえ
主人公の夢に現れた妖艶な女性。その正体はアダムの最初の妻だったリリス。
ルシファーの命のもと主人公に近づくが、アダムの面影を持つ主人公に惹かれるようになる。後に「りえ」と名乗ってカオスヒーローのパートナーとなる。カオスルート以外では主人公と対立する。
サントラ小冊子の小説「残照の魔都」では、ゴトウの魂に決起を働きかけている。
なお、「ゆりこ」という偽名はリリス（Lilith）と百合（Lily）にかけられている。
STEVEN（スティーブン）
真っ赤なスーツを着た車椅子の男。離れた場所へ物体を転送するターミナルシステムの開発者の一人でもある。
アクシデントによりターミナルが魔界につながったことで悪魔に襲われて大怪我をし、車椅子が必要な体になる。その苦い経験から悪魔に対抗する手段として悪魔召喚プログラムを制作し、パソコン通信を使って無差別にばらまいたと語っている。主人公たちの前に度々現れ、ハンドヘルドコンピュータの機能をバージョンアップしてくれる。
また、数十年後が舞台の『真・女神転生II』などでも歳を取っておらず、瞬間移動したかのように主人公の行く先々に現れるなど、最早普通の人間ではないかのように描写されているが、詳細は不明。モデルは物理学者スティーブン・ホーキング。
ゴトウ（五島）/ 五島 公夫（ごとう きみお）
クーデターのリーダーで一等陸佐。戦う際は白褌に刀という奇抜な出で立ちとなる。
日本の行く末を憂いて古き神々すなわち悪魔と契約し、部下を率いてクーデターを決行した。イチガヤの自衛隊基地や行政機関を占拠し、以後は戒厳司令官として東京を戒厳令下に治めている。大型ビジョンでの演説では「ニッポン抹殺計画」という恐怖の陰謀を阻止するため、古の神々の力を借りたと説明している。
強い愛国心と世相への問題意識を持ち、スタジオアルトでの彼の演説に揺さぶられるユーザーもいたのではと言われている。しかし、その解決法をクーデターと悪魔の使役に求めている。なお、サントラ小冊子の小説内でリリスに行動を求められている描写がある。
レジスタンスグループのリーダーを捜し出すため、彼女と同じ名前の少女たち（主人公の幼なじみもその一人）を誘拐してはイチガヤの地下牢に監禁していた。主人公にトールマンの殺害を依頼してくる。
『真・女神転生II』では、死後の魂がケセド寺院にいる。かつてヒーローとヒロインに野望を邪魔されたことを無念に思っており、彼らのことを「変な2人」と称している。
異なる歴史分岐である『真・女神転生デビルサマナー』ではクーデター前に逮捕されてしまうニュースが報道されている。
モデルは三島由紀夫。
トールマン
アメリカ合衆国大使の男性。発音がなまっているのかカタカナ表記で喋る。その正体は北欧の魔神トールであり、神の尖兵でもある。
悪魔が出現し、混乱した東京を収めるためと主人公にゴトウの殺害を依頼してくる。選択肢はどちらを選んでも「悪魔に侵された街を浄化する」という名目の下に、ICBMを東京に落下させて壊滅的被害をもたらす。これは北欧神話でトールが持っているとされるミョルニルを意味している。
異なる歴史分岐である『真・女神転生デビルサマナー』では日米友好に努めていたが、ゴトウの逮捕と同じ時期に心臓発作で急死、天寿を全うしたとニュースが報道されている。
トールマンの名前は神であるトールに男性の「Man」を繋げたもの。
モデルはハリー・S・トルーマン。
ルイ・サイファー
主人公の行く先々に現れる金髪の男性。その正体は魔王ルシファー。
主人公に助言を与えては姿を消す謎多き人物として現れる。被造物にただ忠誠を求め自分を地獄へ堕とした神への反抗のため、神が造った人間界の真の解放を目指し、神と戦うためガイア教団をはじめとした工作活動を行っていた。
名前の由来は映画『エンゼル・ハート』の登場人物から。
オザワ（小沢）
長めの黒髪をオールバックでまとめ、白いテープを鼻に付けている青年。不良グループ「タートルヘッド（TURTLE-HEAD）」のリーダーで、3人の子分がいる。
初対面では子分に命じてカオスヒーローを殴らせている。その後、権力目当てでゴトウの手下となり、悪魔を召喚する能力を手に入れる。
大破壊から30年後もしぶとく生き延びており、タケミナカタなど悪魔の力を借りてシンジュクの支配者となっていたが、最終的には力を得たカオスヒーローに復讐を果たされる形で命を落とす。
『真・女神転生II』では、死後の魂がケセドの仏殿に存在している。未だに権力に固執し続けているだけでなく、自分の悪辣な支配体制を「平和」と称して疑わない模様。また、3人の子分たちは大破壊によって死亡しており、自分だけのうのうと生きていたことから、子分たちからも小馬鹿にされている。
サイコダイバー
人の精神世界に出入りできる超能力者。また精神の動きを感じ取ったりできるなどの能力もある模様。
オザワによって牢に囚われ、彼に逆らう人間を洗脳させられている。彼を倒した後はお礼としてヒロイン救出のため主人公に協力する。
アリス
大破壊後の六本木に住んでいる無邪気な金髪の少女。「赤おじさん」と「黒おじさん」の二人から過剰な庇護を受けている。
主人公たちと仲良くなるが、永遠の友情の証として、死んでゾンビになることを要求する。その後、ベリアルが封印されたことで消滅する。
赤伯爵
名前の通り赤いスーツを着た禿頭の老人。アリスには「赤おじさん」と呼ばれているが、その正体は魔王「ベリアル」。
アリスに執心し、壊滅した六本木に結界を張って守っている。願いを聞いてもらえず、泣いているアリスのため「赤おじさんがアリスの願いを叶えてあげよう」と言いながら正体を現し、主人公に襲いかかる。
戦闘時は攻撃が一切通用しないうえ、2ターンで強制的に逃走することになる。「脇見の壷」を持っていれば戦闘にならず、壷の中に封じ込めることができる。
黒男爵
その名の通り黒いスーツを着た長身・褐色肌の男。アリスには「黒おじさん」と呼ばれているが、その正体は堕天使「ネビロス」。
生体エネルギーを生者から奪ってアリスの肉体維持に使っていたため、六本木の住民は全てゾンビである。
ベリアルが脇見の壷に封じられると、怒りながら主人公らに襲いかかり、ロウヒーローの魂を奪う。後に二度目の戦いで破れ、消滅した。
なお、メガCD版では倒した直後にアリス、ベリアル、ネビロスの3人が楽しげに茶会をする絵が映される。
ハニエル
ミカエル配下の天使。ロウヒーローの直属の上司らしき立ち位置。
カテドラル建造のため、メシア教徒たちを酷使している。終盤にてロウヒーローの協力を拒否すると出現し、戦闘になる。
エキドナ
東京デスティニーランド（T.D.L.）を占拠し、かつ支えている、カオス勢力下の巨大な悪魔。
頭部は長い髪の女性、顔から下が蛇の胴体という姿をしている。CHAOS陣営に属しているが、種族は邪神（DARK-LAW）である。
ヤマ
閻魔大王。池袋のスガモプリズンに居を置く大物の悪魔で、カオスヒーローの上司でもある。
裁きの間で人間の罪を裁いているが、CHAOSにとって有利で、LAWを徹底的に敵視した判決を下すことが多い。
アスラ王
カオス勢力の総指揮官。ニュートラルではカオス側陣営の最後の敵で、ロウルートでは最終ボス。
神が降臨するために建設されたカテドラルを占拠して千年王国樹立を阻止し、神に貶められた古の神々を祀るガイア教大神殿に作り替えることを企てる。終盤にてカテドラルの下層を占拠する。言動からルシファーとも駆け引きがあった模様。
ミカエル
ロウ勢力のリーダーで、ガブリエル、ラファエル、ウリエルと並ぶ四大天使。
ニュートラルではロウ側の最後の敵で、カオスルートでは最終ボスとなる。

### その他のキャラクター
謎の老人
井の頭公園にて主人公の前に現れる浮浪者のような老人。その正体は道教の神である太上老君。
主人公たちに意味深なメッセージを与えてはいなくなる。ニュートラルルートで太上老君としての正体を現す。
ドウマン
謎の老人との遭遇後、白昼夢の中のとあるターミナルで出会った超人。
夢の中での初戦では歯が立たず、二度目の対戦となる現実では勝つことができる。
GBA版で追加されたヴィジョナリーアイテムで見られる記憶の中では、何者かの手により現代に蘇り、宿敵である安倍晴明の生まれ変わりを討つことを画策している姿が見られる。
役小角、前鬼と後鬼
杖をついた白いローブに下駄の役小角、大きい二本角の青鬼の前鬼と小柄で一本角で髪で顔が覆われた後鬼の3人。
金剛神界の住人たちで、異世界に飛ばされた主人公たちに手を貸すが、その条件としてお使いもさせる。
パスカル
主人公が飼っているメスのハスキー犬。
犬のときは仲間にすると主人公に付き従うが、戦闘に参加することはない。後に邪教の館で悪魔と合体させることにより魔獣ケルベロスになる。
魔物になってもパスカルであった時の心は残っているようで、序盤から強力な悪魔を連れ歩くことができる。ターミナル事故により飛ばされてしまうが、大破壊後に操られた状態で再会することになり、イベントで正気を取り戻して仲間に戻る。
GBA版で追加されたサブストーリーで、主人公が小学5年生の時に母親がナカジマという人物からもらったことが明かされる。
PCエンジン版およびメガCD版では一定条件を満たすとケルベロスではなくパスカルとして仲魔になり、パラメータや外見なども異なる。
四天王
四方を守護する仏教の鬼神たちで毘沙門天、持国天、広目天、増長天の4名。
東京各地（代々木、品川、池袋、上野）に館をかまえている。なお、この4体を倒すと東京が水没する。
悪魔使い
主人公と同じく悪魔召喚プログラムをつかいこなし、悪魔を使役する者たち。
東京各地に出没し、倒せばCOMPの容量を増やすアイテムや「四門の玉」を入手できる。
戦いでは行使できる悪魔はDARK属性のもののみだが、一度に大勢を呼び出すことができる。
カズフェル
ミカエル配下の天使。普段はメシア教徒の少女の姿を取っている。
東京タワーを介してメシア教の布教活動を行っているが、主人公がメシア教に入るのを拒否すると本来の姿になって襲いかかってくる。

## 開発
先述「#概要」の通り、本作品は、第1作目『デジタル・デビル物語 女神転生』（FC用、ナムコ、1987年）および第2作目『デジタル・デビル物語 女神転生II』（FC用、ナムコ、1990年）の前2部作から派生したオリジナルゲームである。本作品でディレクターを務めた岡田耕始によれば、第1作目の企画時に容量不足で断念することになったやり残しの消化のため、第2作目の開発に臨んだものの、「それでもやり足りなくて、『真・女神転生』では分岐を入れることにした」と語っている。
開発はアトラスおよび遊企画が行い、プロデューサーは新野洋右、音楽は第1作目から続投の増子司、キャラクターデザインは第2作目から続投の金子一馬が担当した。
前2部作の対応ハードがFCであった一方、本作品では、SFC用ソフトとして開発するにあたり、第1作目の原作サイドからの許可を受けた上で、タイトルを『真・女神転生』と改め、完全に異なる世界を舞台として、世界観や登場人物が一新された完全オリジナル展開である。舞台が東京であることは第2作目と同様であるものの、時代設定は近未来から「199X年」の現代となった。この当時、『ノストラダムスの大予言』（祥伝社、1973年、著：五島勉）が大流行していた時世でもあり、インターネットが一般家庭に普及していないことから、オカルトの類に対する畏れは強いものだった。今作に見られる物語展開は、吉祥寺に住む青年が壮大な戦いに巻き込まれていく不気味なリアルさがあり、現実が壊れていく描写の秀逸さ、リアルとオカルトや現実と架空のバランスが絶妙なシナリオだったとされる。
ゲームシステムにおいては、前作にも見られたマルチエンディングの構造が、プレイヤーの意思決定次第で「ロウ」・「カオス」・「ニュートラル」の属性変動があり、対立勢力どちらに迎合するかというストーリー分岐へと繋げられた。セーブ時には、「お休みの間、悪魔に肉体を乗っ取られぬようにお気をつけて……」との文言も印象的である。また、本作品からの登場悪魔も増えており、岡田自身も、本作品の開発時期から各宗教の原典に触れるようになったのだと述懐する。
岡田は本作の制作コンセプトについて、神と悪魔という存在は単純に善と悪という言葉に当てはまるものではなく、それをテーマとしてLAW（秩序）とCHAOS（混沌）という両極端の思想に対して、プレイヤーが新しい答えを導き出せるという可能性を含ませたいと考えて作ったと語っている。
悪魔合体は、悪魔の数が多くないと面白くないと思ったんですが、ファミコン用のROMでは容量が足りなくて。スーパーファミコン用の『真・女神転生』でようやく200種類以上の悪魔を入れられるようになったので、いろいろな宗教を調べました。
　それまで聖書なんて手に取ってこなかったから、旧約聖書を読んで『え、何でキリスト出てこないの？』とか（笑）。新約聖書でも『福音書って、キリストが書いたわけじゃねえんだ』『字が読めない人もいるのに、何でこんなに普及したんだろう』とかね。—岡田耕始、4Gamer.net
なお、前作から登場している「ジャックフロスト」が現行のデザインとなり、特有の台詞「ヒーホー」と発するようになったのは、本作品からのことだった。
地上の2Dマップと3Dダンジョンで構成されているが、地上の2Dマップは当時のコンピュータグラフィックスのイメージであるポリゴン風で描かれている。
次作『真・女神転生II』（SFC用、アトラス、1994年）のほかにも本作品と繋がるシリーズ作品として、『真・女神転生NINE』（Xbox用、アトラス、2002年）が発売されている。また、「真・女神転生シリーズ」から派生した「デビルサマナーシリーズ」の第1作目『真・女神転生 デビルサマナー』（SS用、アトラス、1995年）では、作中で流れるテレビニュース内で本作品の登場人物が逮捕されているというパラレルワールドを思わせる一場面もあった。

## 音楽
増子司が作曲・編曲。PCM音源 「ADPCM」を搭載し、効果音含めて同時発音数が8音へと進化したSFCに対応ハードを変更したことから、「女神転生シリーズ」の既存作品と比べて音楽面も進化している。
2017年8月17日、ニコニコ生放送で実施された「『真・女神転生』シリーズ 楽曲人気投票 結果発表」にて、本作品の楽曲からも複数ランクインした。
| 曲名                   | 使用場面                                                                              |
| ---------------------- | ------------------------------------------------------------------------------------- |
| タイトルデモ           | オープニングデモ                                                                      |
| タイトル               | タイトル                                                                              |
| 夢                     | 名前入力、金剛神界突入                                                                |
| 自宅                   | 主人公の家、ヒロインの家                                                              |
| パスカル               | 会話など                                                                              |
| 吉祥寺                 | 破壊前の東京                                                                          |
| アーケード街           | 新宿3Dダンジョンなど                                                                  |
| Neutral                | ニュートラル会話など                                                                  |
| 大使館                 | 3Dダンジョン                                                                          |
| 店                     | ジャンクショップ、セーブなど                                                          |
| ターミナル             | ターミナル                                                                            |
| 四天王の館             | 金剛神界など                                                                          |
| エンカウント           | 悪魔遭遇時                                                                            |
| 戦闘                   | バトル                                                                                |
| レベルアップ           | レベルアップ                                                                          |
| Law                    | ロウ会話など                                                                          |
| 銀座                   | 3Dダンジョン                                                                          |
| 邪教の館               | 邪教の主人会話                                                                        |
| 合体                   | 悪魔合体シーン                                                                        |
| 渋谷                   | 地下3Dダンジョンなど                                                                  |
| ボス                   | ボス戦闘                                                                              |
| ゲームオーバー         | ゲームオーバー、ニュートラルエンディング（SFC版のみニュートラルエンディングで流れる） |
| 廃墟                   | 破壊後の東京                                                                          |
| Chaos                  | カオス会話など                                                                        |
| カテドラル             | ラストダンジョン                                                                      |
| エピローグ             |                                                                                       |
| エンディング           | スタッフロール                                                                        |
| Unknown (正式名称不明) | 邪教の館でのイベントシーン※MEGA-CD版のみ                                              |
| 魔人                   | 魔人戦闘※PS版のみ                                                                     |

### 楽曲収録
1993年、サウンドトラック『真・女神転生 LAW ＆ CHAOS DISC』が発売。
後年に発売された同シリーズの派生作品『真・女神転生 DEEP STRANGE JOURNEY』（3DS用、アトラス、2017年）の初回限定版には、同梱CD『真・女神転生 レアサントラ＆メモリアルアレンジトラックス』のDISC1・2・5・6に本作品の楽曲が収録された。特にDISK1 - 2は、1993年発売のサウンドトラックからのリマスタリングとなる。
| #   | タイトル         | 作詞・作曲 | 編曲 | 時間  |
| --- | ---------------- | ---------- | ---- | ----- |
| 1.  | 「Demo」         | 増子司     |      | 00:20 |
| 2.  | 「Title」        | 増子司     |      | 00:37 |
| 3.  | 「Dream」        |            |      | 01:37 |
| 4.  | 「Home」         | 増子司     |      | 01:15 |
| 5.  | 「吉祥寺」       | 増子司     |      | 00:49 |
| 6.  | 「アーケード街」 | 増子司     |      | 00:30 |
| 7.  | 「Neutral」      | 増子司     |      | 00:40 |
| 8.  | 「大使館」       | 増子司     |      | 01:58 |
| 9.  | 「Shop」         | 増子司     |      | 01:23 |
| 10. | 「Terminal」     | 増子司     |      | 00:34 |
| 11. | 「四天王の館」   | 増子司     |      | 01:21 |
| 12. | 「敵出現」       | 増子司     |      | 01:06 |
| 13. | 「戦闘」         | 増子司     |      | 01:49 |
| 14. | 「Level Up」     | 増子司     |      | 00:38 |
| 15. | 「Law」          | 増子司     |      | 01:05 |
| 16. | 「銀座」         | 増子司     |      | 02:08 |
| 17. | 「邪教の館」     | 増子司     |      | 03:02 |
| 18. | 「合体」         | 増子司     |      | 00:44 |
| 19. | 「渋谷」         | 増子司     |      | 00:45 |
| 20. | 「Boss」         | 増子司     |      | 02:10 |
| 21. | 「Game Over」    | 増子司     |      | 01:47 |
| 22. | 「廃墟」         | 増子司     |      | 02:03 |
| 23. | 「Chaos」        | 増子司     |      | 00:21 |
| 24. | 「カテドラル」   | 増子司     |      | 02:57 |
| 25. | 「Epilogue」     | 増子司     |      | 01:58 |
| 26. | 「Ending」       | 増子司     |      | 03:24 |

| #  | タイトル | 作詞・作曲 | 編曲 | 時間  |
| -- | -------- | ---------- | ---- | ----- |
| 1. | 「黙示」 | 増子司     |      | 02:19 |
| 2. | 「彷徨」 | 増子司     |      | 07:37 |
| 3. | 「陽炎」 | 増子司     |      | 06:49 |
| 4. | 「逢着」 | 増子司     |      | 04:27 |
| 5. | 「軒昂」 | 増子司     |      | 05:19 |
| 6. | 「召喚」 | 増子司     |      | 03:19 |
| 7. | 「虚空」 | 増子司     |      | 03:24 |
| 8. | 「止揚」 | 増子司     |      | 06:49 |

| #   | タイトル         | 作詞・作曲 | 編曲 |
| --- | ---------------- | ---------- | ---- |
| 1.  | 「Demo」         |            |      |
| 2.  | 「Title」        |            |      |
| 3.  | 「Dream」        |            |      |
| 4.  | 「Home」         |            |      |
| 5.  | 「吉祥寺」       |            |      |
| 6.  | 「アーケード街」 |            |      |
| 7.  | 「Neutral」      |            |      |
| 8.  | 「大使館」       |            |      |
| 9.  | 「Shop」         |            |      |
| 10. | 「Terminal」     |            |      |
| 11. | 「四天王の館」   |            |      |
| 12. | 「敵出現」       |            |      |
| 13. | 「戦闘」         |            |      |
| 14. | 「Level Up」     |            |      |
| 15. | 「Law」          |            |      |
| 16. | 「銀座」         |            |      |
| 17. | 「邪教の館」     |            |      |
| 18. | 「合体」         |            |      |
| 19. | 「渋谷」         |            |      |
| 20. | 「Boss」         |            |      |
| 21. | 「Game Over」    |            |      |
| 22. | 「廃墟」         |            |      |
| 23. | 「Chaos」        |            |      |
| 24. | 「カテドラル」   |            |      |
| 25. | 「Epilogue」     |            |      |
| 26. | 「Ending」       |            |      |

| #  | タイトル | 作詞・作曲 | 編曲 |
| -- | -------- | ---------- | ---- |
| 1. | 「黙示」 |            |      |
| 2. | 「彷徨」 |            |      |
| 3. | 「陽炎」 |            |      |
| 4. | 「逢着」 |            |      |
| 5. | 「軒昂」 |            |      |
| 6. | 「召喚」 |            |      |
| 7. | 「虚空」 |            |      |
| 8. | 「止揚」 |            |      |

## システム
地上は東京全域を移動できる俯瞰視点の2Dマップ。エコービルや東京タワー、新宿地下街などでは主観視点の3Dダンジョンになる。

### オートマッピング
本作ではシリーズで初めてオートマッピングシステムを採用。ゲーム序盤に「オートマッピングプログラム」入手後は歩いた箇所が自動的にマップに記載されるようになる。SFC版は大まかな地形のみで施設などは表示されなかったが、PS版のオートマッピングは施設名や階段、出入り口なども表示され、プレイヤーが任意に怪しい箇所をマーキングできるようになった。

### 悪魔会話
地上マップ、ダンジョンいずれもランダムエンカウントで悪魔が出現すると、戦闘メニューになる。「FIGHT」を選択すると敵との戦闘になるが、「TALK」にて悪魔との会話交渉に入ることができる。TALKはおおまかに「友好的」か「威圧的」かを選択する。その後は様々な選択肢を選んで悪魔の気を惹いてゆく。悪魔はお金や貴重なアイテムなどを要求してくるが、上手く気に入られれば契約が成立し自分の使い魔である「仲魔（ナカマ）」になる。逆に悪魔の機嫌を損ねると、逃げられたり、いきなり戦闘になり不意打ちを受けることもある。悪魔会話は悪魔の属性、主人公の属性によっては成立しないこともある。

### 戦闘
主人公とパートナーの両者がDYING、DEAD、STONE状態になると（まだ仲魔が生き残っていたとしても）ゲームオーバー。三途の川を渡るシーンの後、タイトル画面に戻る。

### 悪魔合体
邪教の館と呼ばれる施設では、2体または3体の仲魔を合体させることで新たな仲魔を作り出すことができる。また、本作から特定の悪魔と剣を合体させる剣合体が登場した。料金は無料。本作では、まず円筒形の培養槽に入れられた素材の悪魔が、培養槽の底部から湧き上がってきた液体で分解された後、再び底部に吸収され、中央の魔法陣に合体後の悪魔が出現するという演出になっている。
LIGHT属性の悪魔（天使や魔神など）やDARK属性の悪魔（魔王や外道など）は会話（TALK）では絶対に仲魔にならないが、悪魔合体で作り出すことで仲魔にすることができる。

### 魔法とEXTRA
- 火炎・氷結・電撃・衝撃の4属性の攻撃魔法は弱・強とその複数形の4種類ずつになり、複数系は接頭辞「マハ」がつくようになった。
- 万能攻撃魔法の「メギド」系が新設された。
- 単体回復魔法「ディ」系→「ディア」系に変更。
- 複数回復魔法「メディ」系→「メディア」系に変更。
- 敵を眠らせる魔法「ドルミン」、「ドルミナール」は「ドルミナー」に統一された。
- 補助魔法のカジャ系・ンダ系に命中率を上昇、低下させる「スクカジャ」「スクンダ」、魔法威力を上昇させる「マカカジャ」が新設された。
- MPを仲間に分け与える魔法「マカトラ」が新設された。
- 自分の命を犠牲にして敵全体に大ダメージを与える魔法「リムドーラ」、自分の命を犠牲にして味方全員のHP、MPを回復する魔法「リカームドラ」が新設された。
- 戦闘から脱出する魔法「トラフーリ」新設。
- 「マカランダ」→「マカトランダ」、「マッパラー」→「マッパー」、「トラスタルト」→「トラポート」に名称変更。
- 「トランパ」、「マシバブーラ」削除。

悪魔のみが使える特技であるEXTRAは、前作はランダムで使用したが、本作からはコマンド「EXTRA」を選択することで任意に使用できるようになった。EXTRAの種類も大幅に増加している。

## 用語
メシア教
救世主（メシア）の出現を信じており、その力によって世界が救われることを信じている宗教。「信じるもの 皆 救われる」と謳う。
秩序を重んじ、すべては法の下に管理されるべきであるとしている。基本的には物静かな態度で教えを説いていくような口調で他人と接するが、法に従わない者や異教徒に対しては非常に厳しい態度を取る。完全なヒエラルキー階級の下に成り立っており、秩序と平和はあるが個人の自由はないに等しい。
メシアとは黙示録に現れる神に遣わされた救世主のことであり、神とは唯一神Y.H.V.H.（ヤーウェ）のことを指している。一神教である現代のキリスト教やユダヤ教に近い。
統制された世を乱す悪魔は彼らにとって邪悪な存在となるため、悪魔との共生を考えるガイア教とは対立している。このため属性がChaosでメシア教の回復施設に入ると問答無用で追い出される。ガイア教とははるか昔から戦いを繰り広げてきた形跡があり、多くの場合メシア教が勝ってきた。スキャナーやテンプルナイトのような相当な過激分子も存在する。教徒は白地に青いラインの入った服装で統一されており、階級や身分によって服飾が違う。
ガイア教
秩序や階級に囚われず、自然と一体化することを重要視している宗教であり、「生きる者はいつか死ぬ 形あるものはいつか壊れる」と謳う。
差別も区別もなく、管理を否定し全てのものと共存しようとしている。そのため現実的かつ実利的で、力のない者に価値を見出さず救いの手を差し伸べない。基本的に実力至上主義の団体で、自由はあるが秩序は存在していない。
ガイアとはギリシア神話における大地母神のことであり、地球そのものを指す。地球上にはあらゆる生物や悪魔が混然となって生きているという考えから発生した宗教であり、一神教的な考えを捨てている。多神教や自然崇拝が多い土着の宗教に近いが、全体的に神々が混在した仏教寄りになっている。
悪魔の存在を許容し共生していくことを考えているため、メシア教とは真っ向から対立している。メシア教の回復施設と違い属性がLawであっても金を支払うことで使わせてもらえる。口調や物腰は荒々しく、暴力を振るうことも躊躇しない。
属性
悪魔はすべて属性を持っており、それらは直交座標形式で表示される。具体的には、法と秩序を重んじるロウ（Law）、自由と混沌を重んじるカオス（Chaos）、どちらにも属さないニュートラル（Neutral）が思想を象徴する横軸として、さらに建設的で前向きなライト（Light）、中庸のニュートラル、邪悪で破滅的なダーク（Dark）が性格を象徴する縦軸として設定されている（ニュートラルは中心、つまり0地点）。属性としては4つだが段階的になっており、それぞれ10段階とするならばロウ8ライト4の悪魔といったようになる。
- 悪魔は種族ごとに属性が大きく分かれている。いくつか例として挙げる。
  - 破壊と創造の表裏を併せ持つ「天魔（破壊神）」はLight - Chaos。
  - 法と秩序を絶対のものとし、献身的に働く「天使」はLight - Law。
  - 秩序を強いるが、それが邪悪で道徳的ではない「邪神」はDark - Law。
  - 悪意に満たされ何にも従わず、傍若無人な「魔王」はDark - Chaos。
  - 奔放で無邪気、気まぐれで人に近い存在の「妖精」はNeutral - Neutral。

- 主人公はニュートラルで始まり、プレイ中の行動によってその都度思想の属性が揺らいでいく一方、性格に関する属性の変化はない。
- 主人公の属性はフィールド画面での自分のキャラクターアイコンの回転方向・速度によって、現在の属性がどちらに傾いているのかを大まかに判断することができる。自分がどの属性に属しているかで仲魔にできる悪魔の属性も決定され、さらにシナリオやエンディングが異なっていくのも大きな特徴・魅力である。
- 登場人物や悪魔の印象から「ロウ=善」「カオス=悪」と見られがちだが、あくまでも「ロウ=秩序」「カオス=混沌」というそれぞれのスタンスを重んじているに過ぎない。そのためロウが一般的な意味での善、カオスが悪というものではない。敢えてどちら側にも与せず中立の立場を貫くこともできる。

### 悪魔
本作では約280種類の悪魔が登場し、13種の大種族と39種の種族に分類される。
悪魔は世界各国の神話や民間伝承に登場する者をモデルとしているほか、映画や漫画から取られたものもある。
神族
- 魔神（マジン） - LIGHT-LAW 強大な力を持つ主神クラスが分類される。性格は享楽的。ヴィシュヌ、オーディン、インドラなど。
- 女神（メガミ） - LIGHT-LAW 女性の姿をした愛を司る神々。ラクシュミ、アメノウズメなど。

鬼神族
- 天魔（テンマ） - LIGHT-CHAOS 魔神に対抗する力を持ち、主に破壊を司る神。性格は激しい。シヴァ、セイテンタイセイ、ヤマなど。
- 鬼神（キシン）-  LIGHT-CHAOS 仏教や日本神話に登場する荒ぶる神々。タケミカヅチ、四天王が属している。
- 鬼女（キジョ） - NEUTRAL-CHAOS 鬼神族の女性。美しい姿の者もいるが、残忍で凶暴。ランダ、カーリー、ラミアなど。
- 邪神（ジャシン） - DARK-LAW 邪悪な祟り神たち。エキドナ、オーカス、ミシャグジさまなど。

魔族
- 魔王（マオウ） - DARK-CHAOS 地獄に堕とされた古の神々、魔族の王。他の種族よりも抜きん出た能力を持つ。ベルゼブブ、マーラ、バエルなど。
- 妖魔（ヨウマ） - NEUTRAL-LAW 高い魔力を持つ魔物のグループ。魔物としての性格は良い。ハヌマーン、テング、キンナリーなど。
- 夜魔（ヤマ） - NEUTRAL-CHAOS 夜の世界に現れる魔物たち。ヴァンパイア、ナイトメア、リリムなど。
- 妖精（ヨウセイ） - NEUTRAL-NEUTRAL 無邪気でいたずら好きな魔物たち。オベロン、エルフ、ジャックランタンなど。

飛天族
- セラフ - LIGHT-LAW 唯一神の部下の中でも最高位の天使。ミカエル、ウリエル、ガブリエルなど。
- 天使（テンシ） - LIGHT-LAW 唯一神の手足となって働く聖霊たち。ソロネ、アークエンジェル、エンジェルなど。
- 堕天使（ダテンシ） - NEUTRAL-CHAOS 神の怒りに触れ魔界に落とされた元天使。サマエル、アバドン、アンドラスなど。

龍族
- 龍神（リュウジン） - LIGHT-CHAOS 龍族の長で神に匹敵する力を持つ存在。アナンタ、ヴリトラ、マヤなど。
- 龍王（リュウオウ） - NEUTRAL-CHAOS 肉体的な力に優れた龍族。ヤマタノオロチ、ペンドラゴン、ナーガ・ラジャなど。
- 邪龍（ジャリュウ） - DARK-CHAOS 破壊を好む邪悪な龍族。ファフニール、コカトライス、ワームなど。

鳥族
- 霊鳥（レイチョウ） - LIGHT-LAW 神々の乗り物や聖なる力の実体化した鳥。ガルーダ、フェニックス、ヤタガラスなど。
- 妖鳥（ヨウチョウ） - NEUTRAL-LAW 風の力を宿す鳥の魔物。セイレーン、バイブ・カハ、ハーピーなど。
- 凶鳥（キョウチョウ） - DARK-LAW 凶事の前触れとして現れる鳥の魔物。フレスベルグ、グルル、フケイなど。

獣族
- 神獣（シンジュウ） - LIGHT-NEUTRAL 神の化身や神の乗り物となる獣。バロン、ナラシンハ、ナンディなど。
- 聖獣（セイジュウ） - LIGHT-LAW 聖なる獣。ゲンブ、キリン、ユニコーンなど。
- 魔獣（マジュウ） - NEUTRAL-NEUTRAL 魔力を得た獣。グリフォン、ケルベロス、ネコマタなど。
- 妖獣（ヨウジュウ） - DARK-NEUTRAL 魔力を得た獣の中でも邪悪なもの。フェンリル、タマモ、ヌエなど。

鬼族
- 闘鬼（トウキ） - NEUTRAL-NEUTRAL 闘いを好む鬼。肉弾戦に優れた種族。ナタク、ヤクシャ、スパルトイなど。
- 妖鬼（ヨウキ） - NEUTRAL-CHAOS 怒りの原理で行動する鬼。シュテンドウジ、モムノフ、アズミなど。
- 地霊（チレイ） - NEUTRAL-LAW 大地の精霊たち。アトラス、ドワーフ、ブラウニーなど。
- 邪鬼（ジャキ） - DARK-CHAOS 破壊を好む邪悪な鬼族。サイクロプス、オーガ、グレムリンなど。

精霊
- 精霊（セイレイ） - LIGHT-NEUTRAL 四元素の精霊。サラマンダー、ウンディーネ、シルフなど。

邪霊
- 幽鬼（ユウキ） - DARK-CHAOS 死人の怨念が実体化した魔物。リッチ、グール、ガキなど。
- 悪霊（アクリョウ） - DARK-CHAOS 存在の希薄な邪霊。ラルウァイ、ゴースト、ファントムなど。
- 屍鬼（シキ） - DARK-NEUTRAL 悪魔に魂を乗っ取られた動く屍。ゾンビアーミー、ボディコニアン、ゾンビなど。

外道
- 外道（ゲドウ） - DARK-CHAOS 悪魔に魂を乗っ取られた人間や、実体化に失敗した悪魔。バックベアード、やくざ、スライムなど。

人
- 獣人（ジュウジン） - NEUTRAL-NEUTRAL 人間と獣の中間のライカンスロープ。ワーウルフ、ワーキャット、ワードッグが属している。
- メシア教徒 - NEUTRAL-LAW 悪魔を打ち払う救世主の出現を信じる人。スキャナー、メイガス、テンプルナイトなど。
- ガイア教徒 - NEUTRAL-CHAOS 悪魔と共存するガイア教を信奉する人。アサシン、処刑ライダー、特攻隊など。
- 超人（チョウジン） - 人でありながら人を超えた者たち。ドウマン、ゴトウ、かいじんなど。
- 魔人（マジン） - 正体不明の存在とされる隠し種族。デイビッド、ペイルライダー、大僧正が属している。
- マシン - 悪魔が作り出したロボットや、対悪魔用に作られ暴走したロボット。警備システム、T95、クグツなど。

## スタッフ
スーパーファミコン版
- エグゼクティブプロデューサー - 横山秀幸
- プロデューサー - 新野洋右
- プランナー - 伊藤龍太郎、藤岡一樹、しまだよしあき
- プログラマー - 岡田耕始、佐藤雅実、國枝剛、高木秀俊
- デザイナー - 金子一広、佐藤佐和子、村上哲也、片岡いずみ、高島志郎
- ミュージックコンポーザー - 増子司
- コーポレーテッドプランニング - 遊企画

PCエンジン版
- プロデューサー - 新野洋右
- メインプログラム - 藤原博之
- プログラム - 三木暁、よしだけいいち、一ノ関誠
- メイングラフィック - 吉村清人
- グラフィック - 赤木広司
- サウンド - YMOH.S（崎元仁）、三上直子
- マーケティング - 相原誠吾、川井信郎、小松辰雄、伊傳正則、塩田悦子、Y.SHIMAZAKI
- スペシャルサンクス - COZY（岡田耕始）、金子一馬、伊藤龍太郎、佐藤佐和子、佐藤雅実、K.SUZUKI、S.HARADA、みのわさとし、戸部隆一、布施智将、きたはらいくひこ、M.KATO
- ディレクター - 岩野宏昭

メガCD版
- プロデューサー - 町田登
- プランナー - 宇都浩一
- メインプログラマー - 沢村芳樹
- サブプログラマー - 小山茂雄、片岡猛
- アシスタントプログラマー - 鈴木好洋、よねだひろひこ、野村康弘
- グラフィックデザイナー - 山本淳史、中村智、こんのまさひろ、やざきたくや、真田憲幸
- デビルグラフィック - 綿引晃久、小峰正美、あらいけんご、前田浩貴、ふじひらえつこ
- ミュージックアレンジャー - にしのけいすけ、しんどうまさみつ
- ボイス - 緑川光
- パブリックインフォーマー - 八木宏之
- スペシャルサンクス - 和田陽子、崎野善春、小野里孝、水間裕一、山口秀夫、新野洋右、岡田耕始、伊藤龍太郎、金子一馬
- プレジデント - 重田守

PlayStation版
- プロデューサー - 岡田耕始
- アートディレクター - 金子一馬
- プランナー - 藤本裕、田中圭介、やまぎわまさひこ、やまだあき
- プログラマー - あおやましんじ、ふじたけんさく、おがさわらしんいち、つるやひろのり、みなみまさとし、藤原宏行、浦西学
- デザイナー - 行澤星人、山田剛、関浩正、松井賢二、小沢大、かしばゆき、真鍋貴光
- サウンドデザイナー - 土屋憲一、黒川真毅

ゲームボーイアドバンス版
- エグゼクティブプロデューサー - 原野直也
- プロデューサー - 岡田耕始
- アートディレクター - 金子一馬
- ディレクター・プランニングスーパーバイザー - 礒貝正吾
- デザインスーパーバイザー - 副島成記
- サウンドスーパーバイザー - 土屋憲一
- プランナー - 蔵前喜章、後藤信二、山口寛
- プログラマー - 佐々木信也、赤木健治、橋本直昭、谷岡秀憲
- デザイナー - 與儀和美、大高明美、皆川真佐枝、吉田真理子
- サウンド - 濱田智之、藤木学

## 移植

### 一覧
- 大別するとSFC版をベースにしたオリジナルに準じる移植作（該当：PCE-CD版 / MDCD版 / Win版 / VC版）と、一部のグラフィックがポリゴン化するなどかなり手が加えられたPS版、およびそれをベースにした移植作（GBA版 / PS系ゲームハード版および非ゲーム機移植版が該当）の2系統が存在する。
- SFC版で問題視された属性反転バグ（属性の最大値に達すると内部数値がオーバーフローし属性が反転する）、属性値固定後のCHAOS変動バグ（属性固定後もCHAOS変動フラグのみが残存）は、以降の版では概ね修正されているが、VC版はSFC版をほぼそのまま再現して配信しているので、バグについても同様である。

| No. | タイトル                            | 発売日                      | 対応機種                                                                  | 開発元   | 発売元            | メディア                                              | 型式         | 備考                                                           |
| --- | ----------------------------------- | --------------------------- | ------------------------------------------------------------------------- | -------- | ----------------- | ----------------------------------------------------- | ------------ | -------------------------------------------------------------- |
| 1   | 真・女神転生                        | 1993年12月25日              | PCエンジンSUPER CD-ROM²                                                   | イスコ   | アトラス          | CD-ROM                                                | ATCD3006     |                                                                |
| 2   | 真・女神転生                        | 1994年2月25日               | メガCD                                                                    | シムス   | シムス            | CD-ROM                                                | T-44044      |                                                                |
| 3   | 真・女神転生                        | 2001年5月31日               | PlayStation                                                               | アトラス | アトラス          | CD-ROM                                                | SLPS-03170   |                                                                |
| 4   | 真・女神転生                        | 2003年3月28日               | ゲームボーイアドバンス                                                    | アトラス | アトラス          | 64メガビットロムカセット                              | AGB-AAUJ-JPN | PlayStation版をベースにした作品                                |
| 5   | 真・女神転生 BEST PRICE             | 2004年11月26日              | ゲームボーイアドバンス                                                    | アトラス | アトラス          | 64メガビットロムカセット                              | AGB-AAUJ-JPN | 廉価版                                                         |
| 6   | 真・女神転生                        | 2006年3月14日               | Windows                                                                   | アトラス | アイレボ          | ダウンロード (i-revo)                                 | -            | スーパーファミコン版の移植。2011年3月11日、販売終了。          |
| 7   | ファミ通名作ゲーム文庫 真・女神転生 | 2006年4月1日                | PlayStation                                                               | アトラス | CB'S プロジェクト | CD-ROM                                                | SLPM-87371   | 攻略本とセットになっている                                     |
| 8   | 真・女神転生                        | 2007年2月13日               | Wii                                                                       | アトラス | アトラス          | ダウンロード （バーチャルコンソール）                 | -            | スーパーファミコン版の移植。2019年1月31日、販売・配信終了。    |
| 9   | 真・女神転生                        | 2010年7月14日               | PlayStation 3 PlayStation Portable PlayStation Vita (PlayStation Network) | アトラス | インデックス      | ダウンロード （ゲームアーカイブス）                   | -            | PlayStation版の移植                                            |
| 10  | 真・女神転生                        | 2012年2月24日 2014年3月18日 | iOS                                                                       | アトラス | インデックス      | ダウンロード                                          | -            | ゲームボーイアドバンス版の移植 横画面対応版は2012年5月18日配信 |
| 11  | 真・女神転生                        | 2012年11月1日               | Android                                                                   | アトラス | インデックス      | ダウンロード (Google Play)                            | -            | ゲームボーイアドバンス版の移植                                 |
| 12  | 真・女神転生                        | 2013年7月3日                | Wii U                                                                     | アトラス | インデックス      | ダウンロード （バーチャルコンソール）                 | -            | スーパーファミコン版の移植                                     |
| 13  | 真・女神転生                        | 2020年7月15日               | Nintendo Switch                                                           | 任天堂   | 任天堂            | ダウンロード （スーパーファミコン Nintendo Classics） | -            | スーパーファミコン版の移植                                     |
| 14  | 真・女神転生                        | 2022年10月27日              | メガドライブ ミニ2                                                        | エムツー | セガ              | プリインストール                                      | HAA-2524     | メガCD版の移植                                                 |

### PCエンジン SUPER CD-ROM2版
- 開発担当はイスコ。
- BGMは一部イベントシーンのみCD-DA、その他は内蔵音源による演奏。
- 一部のイベントでビジュアルシーンが追加された[39]。
- パスカル関連のイベントが追加[39]。
- 新悪魔が数体追加。また、T.D.L.で「ゾンビマウス」と「デモンダック」のイラストが表示されるようになった。
- ターミナルの転送アニメーションなどが変更された。
- エンディングの最後でENDの文字が表示されなくなった。

### メガCD版
メガCDへの移植版は、シムスから発売された。PnP機メガドライブミニ2のソフト開発責任者である奥成洋輔は、2022年のインタビューの中で、メガCDへの移植はシリーズ化が決まっていない時点の作品であるため、現在（2022年）のメガテンファンが意外に思うほど、アレンジの方向性が独特であると述べている。
BGMは戦闘シーンなど頻繁に流れる音楽を除き、CD-DA（普通のCDプレイヤーでも再生できるフォーマット）によるアレンジ音楽が用いられた。また、オープニングとエンディングが若干変更されており、主人公によるナレーションが追加された。
このほかにもキーアサインや3D画面の移動速度の調整などを行う「OPTION」や、今まで遭遇した悪魔（ボス含む）の情報を閲覧できる「LIBRARY」といった機能が追加された。そのほかの変更は以下の通り。
- オープニングデモに新規CGとナレーションを追加[40]。
- 2Dマップの表現方法が平面地図をターゲットマーカーが移動するナビゲーションシステム風の表現に変更。
- カテドラルのマップが簡略化された。
- 新悪魔が大幅に増加・グラフィックの差し替えにより[40]、ほとんどの悪魔が設定画通りの固有容姿となった。
- 戦闘画面における敵の複数体表示[40]。
- 会話シーンなどで従来の全身絵に加えて、バストアップ絵が表示される。
- 登場人物や一部の悪魔の名前がカタカナ表記から漢字表記に変更。
- OPにおいてパソコンに打ち出される悪魔召喚の呪文を表すヘブライ語の4列目にある一文が「ATHANATON」となっているミスがある（4列目が丸ごと省略されているPCエンジン版を除きすべて「ATHANATOS」となっている）。
- 新規作曲されたBGMが1曲追加された（このBGMは邪教の館で発生する特定のイベントシーンでのみ聴くことができる）。

なお、メガドライブミニ2への移植に当たっては、アトラス監修の元、一部の表現が変更された。

### PlayStation版
- ユーザーインターフェースが『真II』以降のスタイルに変更。
- エネミー・アピアランス・インジケーターが追加され、敵の出現率が表示されるようになった。
- SWORD攻撃のターゲット選択がSFC版と異なる、SFC版は効率の良い相手を自動選択したがPS版は左から順に攻撃していく。
- 文字が全て漢字かな混じり文で表記されるようになった。
- 3Dダンジョンがポリゴンで表現されるようになった。
- □ボタンを押すことで、ダッシュ移動が可能になった。
- 施設の背景画像がプレレンダリング式の3Dグラフィックに描き直し。なお、悪魔や人物のドット絵グラフィックはSFC版から忠実に移植されている。
- 金子一馬自身の手によって登場人物や悪魔のイメージイラストがリニューアルされており、公式サイトや攻略本などで紹介された。PS版ゲーム中のドット絵には反映されていないが、当時リリースされた女神転生シリーズ作品『真・女神転生 NINE』や『真・女神転生III-NOCTURNE』には、このリニューアルデザインの悪魔が登場する。
- 難易度設定が可能。NORMALはエンカウント率の減少などの調整が含まれており、EXPERTは原作基準の難易度。なお、EXPERTではエンディング後に全戦闘成績が表示される。
- 中断セーブや魔人専用のBGMが追加された。

※ 上記の表のとおり2010年からPlayStation Store（PSS）のゲームカテゴリ「ゲームアーカイブス」の1つとしても配信されており、PlayStation 3（PS3）やPlayStation Vita（PS Vita）でもプレイ可能。詳しくは下記参照。
- 新規に購入するためにはPS3およびPS Vita実機を使ってPSSにアクセスした上でダウンロードし、どちらかの機種のストレージにインストールするのが唯一の方法となる。
- 2016年3月31日までは上記2機種に加えてPlayStation Portable（PSP）から新規に購入（ダウンロード・インストール）して遊ぶことが可能だった（これ以前はPCのブラウザからPSSにアクセスしてコンテンツの購入・ダウンロードをして、各機種にインストールすることも可能だった）。

### ゲームボーイアドバンス版
- ユーザーインターフェースはPS版同様『真II』以降のスタイルに変更。
- 2Dマップがクォータービューのビル街などに描き直されている。
- 「ビジョナリーアイテム」の導入。入手することで原作では語られることがなかったサブストーリーが閲覧できる。

## 評価
スーパーファミコン版
- ゲーム誌『ファミコン通信』の「クロスレビュー」では、9・9・9・9の合計36点（満40点）でプラチナ殿堂を獲得、レビュアーからは町が徐々に悪魔に占拠されていく過程が漫画『デビルマン』（1972年 - 1973年）を彷彿させるとした上で恐怖感が高いといった意見や、初期の同シリーズのシステムや音楽が残されている点に関して「昔からのファンとしてうれしい」と演出面に肯定的な評価が出された他、「悪魔との交渉が難しくなって、さらに狩りの楽しみが増した」、「戦闘シーンで悪魔と会話して仲間にするのが楽しい」などゲームシステムに関しても肯定的な意見が多く出された。しかし、一部レビュアーからはどのイベントによって善悪が区別されるのか熟考しなければならないため好みが分かれるといった意見や、グラフィック面が弱いといった意見、オートマップ機能が使いづらいなどの不満点が挙げられた。
- ゲーム誌『ファミリーコンピュータMagazine』の読者投票による「ゲーム通信簿」で22.80点（満30点）を獲得した。この得点はスーパーファミコン全ソフトの中で49位（323本中、1993年時点）に位置する。その他、『SUPER FAMICOM Magazine』1993年8月情報号特別付録の「スーパーファミコンオールカタログ'93」巻末収録の「部門別ベスト30」では、オリジナリティ28位を獲得した。

| 項目 | キャラクタ | 音楽 | 操作性 | 熱中度 | お買得度 | オリジナリティ | 総合  |
| 得点 | 3.76       | 3.87 | 3.68   | 4.02   | 3.55     | 3.91           | 22.80 |
PCエンジン版
ゲーム誌『ファミコン通信』の「クロスレビュー」では合計25点（満40点）、『月刊PCエンジン』では90・90・90・85・90の平均89点（満100点）、『電撃PCエンジン』では70・60・60・60の平均62.5点、『PC Engine FAN』の読者投票による「ゲーム通信簿」で22.8点（満30点）獲得した。
| 項目 | キャラクタ | 音楽 | お買得度 | 操作性 | 熱中度 | オリジナリティ | 総合 |
| 得点 | 4.1        | 3.8  | 3.5      | 3.6    | 4.2    | 3.7            | 22.8 |
メガCD版
ゲーム誌『ファミコン通信』の「クロスレビュー」では、8・7・7・6の合計28点（満40点）、『メガドライブFAN』の読者投票による「ゲーム通信簿」で21.9点（満30点）を獲得した。
| 項目 | キャラクタ | 音楽 | お買得度 | 操作性 | 熱中度 | オリジナリティ | 総合 |
| 得点 | 3.7        | 3.6  | 3.5      | 3.6    | 3.9    | 3.4            | 21.9 |
PlayStation版
- ゲーム誌『ファミ通』の「クロスレビュー」では、9・8・7・6の合計30点（満40点）でシルバー殿堂を獲得した。

ゲームボーイアドバンス版
- ゲーム誌『ファミ通』の「クロスレビュー」では、7・7・6・7の合計27点（満40点）を獲得した。

## 漫画
『真・女神転生 東京黙示録』
『アスキーコミック』（アスキー）にて連載された。全4巻。原作：鈴木一也、漫画：御祗島千明。『真・女神転生』を下敷きにしているものの、登場人物やストーリーはオリジナルとなっている。1995年にOVA化されている。PCゲーム『偽典・女神転生』と物語上の繋がりがあり、未回収の伏線の一部が回収されている。
『真・女神転生 堕とされし翼』
『KCデラックス』（講談社）から1994年8月20日に発売されたコミックス。全1巻。漫画：富田賢悟。
『真・女神転生〜EDEN〜』
『月刊コミックドラゴン』（富士見書房）にて連載された。原作：吉村夜、漫画：天辰睦紀。

## OVA
前述の『真・女神転生 東京黙示録』を原作にソニー・ミュージックエンタテインメントより1995年4月21日にVHS上巻が発売され、同年の6月21日にVHS下巻が発売された。2000年6月15日に上下巻を合わせたDVDがSME・ビジュアルワークスより発売された。また、サウンドトラックも発売されている。

### スタッフ（東京黙示録）
- 原作 - 鈴木一也、御祇島千明
- 監修 - 飯田譲治
- 監督・絵コンテ - 山崎理
- 脚本 - 藤村磨実也
- キャラクターデザイン - 大貫健一
- 音楽 - 池瀬広、百瀬慶一
- アニメ制作 - サンクチュアリ、J.C.STAFF

### ストーリー（東京黙示録）
吉祥寺・聖城学園の報道部に所属するオカルト好きの少年・相馬小次郎は、親友の三浦陽介や八神咲とともに、パソコンクラブ部員の連続怪死事件を調査していた。しかし取材を進めるうちに、彼らの身の回りでは様々な怪異現象が発生するようになる。やがて一連の事件は、パソコンクラブ顧問の新田と部員の小林が、地獄の総統であるオセの召喚に必要な生体マグネタイトを集めるために仕組んでいたことが判明。謎の少女・キョウコや忍者の末裔・茉莉花たちの助力を得ながら悪魔との戦いが本格化していく中、小次郎は自身の内に秘められた力に覚醒していく。

### 登場人物（東京黙示録）
相馬 小次郎（そうま こじろう）
声 - 緑川光
本作の主人公。聖城学園の報道部副部長を務める高校二年生の少年。オカルト関係に深い造詣を持つ反面、コンピュータ関係に関しては全くの素人。
将門（まさかど）
声 - 大友龍三郎
小次郎の前世。転生体の小次郎が戦いを通じて真の力に目覚めていく。
小林 章人（こばやし あきと）
声 - 檜山修之
パソコンクラブ部員である高校一年生の少年。幼少から暴力と虐待に見舞われ、神を恨む気持ちに付け込まれて、その手下となる。魔的なカリスマを与えられ、ガギソンの失脚後、学園の生徒を直接操って報道部の妨害・生体マグネタイトの収集を行うようになる。
シャムシエール
小林の前世。中性的な容姿をしており、転生体にも受け継がれている。
八神 咲（やがみ さき）
声 - 三石琴乃
報道部部員の少女。陽介のガールフレンドで、小次郎とも小等部以来の親友。後にオセによって狙われることになる。
木之花咲耶姫（このはなさくやひめ）
咲の前世。強大な生体マグネタイトを宿しており、転生体にも受け継がれている。
日下 茉莉花（くさか まりか）
声 - 小森まなみ
忍者集団「神流」を束ねる少女。事件を契機に聖城学園に転入、咲のボディガード役となる。小次郎とは前世からの強い因縁を持つ。
三浦 陽介（みうら ようすけ）
声 - 森川智之
小次郎の親友で、報道部部長の少年。当初は特別な力を持たない普通の人間だったが、咲を守るための力を欲し、後にガイア教団へ入信。魔法剣（マジックソード）の使い手となる。
九鬼 武彦（くき たけひこ）
声 - 山寺宏一
報道部部員の少年。忍者集団「神流」の一員だが、報道部には事件発生前から所属していた模様。
キョウコ / 澁澤 京子（しぶさわ きょうこ）
声 - 椎名へきる
謎めいた雰囲気を持つ神出鬼没の少女。ガイア教団の魔術師でもある。小次郎に好意を持ち、影から助力を与える。
新田（にった） / ガギソン
声 - 梅津秀行
パソコンクラブ顧問の教師「新田」として聖城学園に潜入し、オセを召喚して咲を捕らえようと画策する。
相馬 三四郎（そうま さんしろう）
声 - 大島一貴
小次郎の弟で、兄とは対照的にゲーム・パソコンをこよなく愛する小学生。小次郎をおびき出すための人質としてガギソンに誘拐され、消息不明のまま物語は完結してしまうが、後に『偽典・女神転生』にて再登場する。
澁澤 百合子（しぶさわ ゆりこ）
声 - 安藤ありさ
キョウコの姉で、ガイア教団の魔術師。陽介とは会ったことがある。

## 小説
真・女神転生 エル・セイラム
雑誌『LOGOUT』（アスペクト）にて1993年発行の増刊号「ノベルスペシャル」より1994年11月号まで連載され、ログアウト冒険文庫（アスペクト）にて文庫本全4巻が発売された。作者は『デジタル・デビル・ストーリー』の原作者でもある西谷史、挿絵は攻略本の表紙絵を担当した相崎直美（相崎勝美）。環境設定はアトラスとなっているものの、ゲーム版から一部のキャラクターが登場する以外はオリジナルとなっている。原作者自らがゲームを題材にノベライズしたという珍しい形式の作品。ゲーム版では語られていない「聖母マリア」にスポットを当て、「LAW」をテーマにしている。
真・女神転生 廃墟の中のジン
富士見ミステリー文庫（富士見書房）にて発売された。全1巻。作者は吉村夜。『真・女神転生〜EDEN〜』のタイトルでコミカライズされた。

## 関連作品
- 真・女神転生 デビルハンターZERO

携帯電話向けにGREEで2011年1月21日、Mobageで2011年10月7日に配信開始されたソーシャルゲーム。インデックスによる開発。基本プレイ無料・アイテム課金制。
主人公は「魔界」と呼ばれる世界に墜ちた人間であり、「魔界」の住人である悪魔たちと協力して、「魔界」の各地を支配する魔王（ボス）を撃破して地上を目指すという内容。魔王を倒すことで新しいエリアが解放される仕組みとなっている。
- 真・女神転生 DEVIL COLLECTION

携帯電話とスマートフォン向けにMobageで2013年8月8日に配信開始されたソーシャルゲーム。インデックスによる開発。基本プレイ無料・アイテム課金制。
本作は現代の東京を舞台としており、主人公はサマナー（召喚士）として、アプリケーションを通じて悪魔の召喚・合体を行い、東京を悪魔から守るという内容である。
- ドラマチック謎解きゲームCD 真・女神転生 明ケナイ夜カラノ脱出

2015年9月2日に発売された謎解きゲームCD。制作はエグジットチューンズ、制作監修はよだかのレコード、協力はアトラス。ドラマCDのように登場人物のセリフはあるが、トラックの視聴や付属のブックレットや公式サイトを活用して謎を解くのが主旨のゲームCDである。悪魔たちに支配された首都・東京から脱出するという設定で、登場人物やストーリーはオリジナルとなっている。
- D×2 真・女神転生 リベレーション - iOS・Android用ゲーム、セガ、2018年

2023年10月、同作品に実装された★5悪魔「魔獣 ロストネーム」のデザインが、本作品の主人公が飼育していた犬「パスカル」と酷似。
2025年3月25日、ゲーム内イベント「D2 縁祭 -真・女神転生 × D×2メガテン-」を開催。同イベント限定のキャラクターとして、本作品の「ザ・ヒーロー」「ヒロイン」が登場するコラボガチャも実施。